# Moumoon
Moumoon es un dúo Japonés formado por YUKA (vocalista principal) y Masaki Kousuke (guitarrista y sintetizador) bajo el sello avex trax (previamente bajo la compañía discográfica del exmiembro de Do As Infinity, Nagao Dai). 

## Historia
Moumoon surgió en el año 2005 como un grupo indie, lanzando un año después su primer sencillo "Flowers/Pride" seguido de un miniálbum del mismo nombre. Después firmaron con la discográfica Avex trax, dándose a conocer más al público con el lanzamiento de su segundo miniálbum "Love me?". Pero no ha sido hasta hace poco cuando han empezado a ganar popularidad en Japón, gracias al lanzamiento de su octavo sencillo, ‘Sunshine Girl’, el cual logró entrar en las listas de Oricon en el puesto número 10 y manteniéndose durante 9 semanas. Después lanzaron su cuarto mini-LP titulado igual que su último sencillo.[cita requerida]
Su segundo álbum de estudio, "15 doors", alcanzó el puesto 8 en las listas de Oricon semanal.
En 2011 Moumoon lanzó su noveno sencillo «Chu Chu» que alcanzó el puesto 11 y vendió más de 15.000 copias y el mismo año moumoon lanzó su décimo sencillo «Uta wo Utaou», que debutó en el puesto 27 durante 2 semanas.[cita requerida]
Moumoon lanzó en febrero de 2012 su tercer álbum de estudio "No Night Land" incluyendo sus dos sencillos de 2011. Un mes después de la Salida de "No Night Land" lanzaron su siguiente sencillo "Love is Everywhere". En abril su nueva canción "Wild Child" fue utilizada en la secuencia final del Anime       "Yu-Gi-Oh! Zexal"; después, en mayo lanzaron el sencillo completo, que alcanzó el puesto número 12 en Billboard, Japón. En agosto Moumoon lanzó su sencillo "Hanabi". En octubre se publicó una nueva canción titulada "Vanitas" como sencillo digital en iTunes. En noviembre Moumoon anuncia el lanzamiento de su primer sencillo doble titulado "Dreamer Dreamer / Doko e mo Ikanai yo" para el 12 de diciembre.[cita requerida].
El 30 de enero de 2013 Moumoon Lanza su cuarto álbum de estudio "Pain Killer", en noviembre de ese mismo año Moumoon lanza el sencillo Digital "Emerald no Oka" que forma parte de su Quinto álbum de estudio "LOVE before we DIE" que salió a la venta en el año 2014.[cita requerida].
El 29 de enero de 2014 salió a la venta "LOVE before we DIE", que alcanzó el Puesto número 15 en La lista del Oricon, en mayo salió a la venta su sencillo "Jewel", que forma parte de su primer álbum físico de recopilaciones "Ice Cancy". El 27 de agosto de ese mismo año Moumoon lanzó su décimo sexto sencillo "I'm Scarlet" utilizado como tema para el drama de televisión japonés "Tokio Scarlet". El 22 de octubre de 2015, Moumoon lanza su nuevo sencillo digital "BF".[cita requerida].

## Discografía

### Álbumes de estudio
| Orden | Lanzamiento | Título             | Posición | Ventas        |
| ----- | ----------- | ------------------ | -------- | ------------- |
| 1°    | 2008.11.08  | moumoon            | 32       | x,xxx         |
| 2°    | 2011.03.02  | 15 Doors           | 9        | 29,401 copias |
| 3°    | 2012.02.08  | No Night Land      | 8        | 15,846 copias |
| 4°    | 2013.01.30  | PAIN KILLER        | 12       | 8,557 copias  |
| 5°    | 2014.01.29  | LOVE before we DIE | 15       | 7,411 copias  |

### Mejores álbumes
| Orden | Lanzamiento | Título    | Posición | Ventas |
| ----- | ----------- | --------- | -------- | ------ |
| 1°    | 2014.06.18  | ICE CANDY | 29       | 4,635  |

### Miniálbumes
| Orden | Lanzamiento | Título   | Posición | Ventas |
| ----- | ----------- | -------- | -------- | ------ |
| Indie | 2006.09.06  | Flowers  | 63       | x,xxx  |
| 1°    | 2007.08.22  | love me? | 84       | x,xxx  |
| 2°    | 2010.03.24  | Refrain  | 66       | 3,338  |
| 3°    | 2010.07.27  | SPARK    | 7        | 62,376 |

### Sencillos
| Orden | Lanzamiento | Título                                | Posición | Ventas |
| ----- | ----------- | ------------------------------------- | -------- | ------ |
| Indie | 2006.07.26  | Flowers / pride                       | 106      | x,xxx  |
| 1°    | 2007.12.05  | Do you remember?                      | 83       | x,xxx  |
| 2°    | 2008.06.04  | Tiny Star                             | 47       | 3,225  |
| 3°    | 2008.10.15  | more than love                        | 49       | x,xxx  |
| 4°    | 2009.02.25  | EVERGREEN                             | 54       | x,xxx  |
| 5°    | 2009.07.22  | On the right                          | 50       | x,xxx  |
| 6°    | 2009.11.25  | Aoi Tsuki to Ambivalence na Ai        | 36       | 3,147  |
| 7°    | 2010.05.12  | Sunshine Girl                         | 12       | 35,541 |
| 8°    | 2010.11.10  | moonlight / Sky High / YAY            | 16       | 11,439 |
| 9°    | 2011.08.03  | Chu Chu                               | 11       | 5,809  |
| 10°   | 2011.12.14  | Uta wo Utaou                          | 27       | x,xxx  |
| 11°   | 2012.03.14  | "Love is Everywhere"                  | 33       | x,xxx  |
| 12°   | 2012.05.02  | Wild Child                            | 24       | x,xxx  |
| 13°   | 2012.08.29  | Hanabi                                | 29       | x,xxx  |
| 14°   | 2012.12.12  | DREAMER DREAMER / Doko e mo Ikanai yo | 30       | x,xxx  |
| 15°   | 2014.05.08  | Jewel                                 | 20       | 3,389  |
| 16°   | 2014.08.27  | I'm Scarlet                           | 59       | x,xxx  |

### Sencillos especiales
| Orden | Lanzamiento | Título                      | Posición | Ventas |
| ----- | ----------- | --------------------------- | -------- | ------ |
| 1°    | 2010.06.25  | Let's dance in the moolight | 19       | 8,555  |
| 2°    | 2010.12.01  | my Secret Santa             | 29       | 6,087  |

### Sencillos Digitales
| Orden | Lanzamiento | Título                                            |
| ----- | ----------- | ------------------------------------------------- |
| 1°    | 2007.11.28  | Do you remember? (moumoon exclusive Ver.)         |
| 2°    | 2008.06.04  | Tiny Star Exclusive                               |
| 3°    | 2008.10.15  | more than love ~Special Edition~                  |
| 4°    | 2009.09.16  | Destiny                                           |
| 5°    | 2009.11.25  | Aoi Tsuki to Ambivalence na Ai + Acoustic version |
| 6°    | 2010.10.13  | One Step                                          |
| 7°    | 2012.10.10  | Vanitas                                           |
| 8°    | 2013.10.25  | Lovin' You                                        |
| 9°    | 2013.11.06  | Emerald no Oka                                    |
| 10°   | 2013.12.17  | winter fall                                       |
| 11°   | 2014.01.15  | I say You say I You                               |
| 12°   | 2014.04.16  | Jewel                                             |
| 13°   | 2014.08.06  | I'm Scarlet                                       |
| 14°   | 2014.10.02  | BF                                                |

### DVD
| Orden | Lanzamiento | Título                                         | Posición | Ventas |
| ----- | ----------- | ---------------------------------------------- | -------- | ------ |
| 1°    | 2013.08.14  | PAIN KILLER TOUR IN NAKANO SUNPLAZA 2013.04.06 | -        | x,xxx  |